# Teatr Nowy w Poznaniu
Teatr Nowy im. Izabelli Cywińskiej w Poznaniu – jeden z poznańskich teatrów dramatycznych.

## Historia

### Okres przedwojenny
Znajduje się w secesyjnej kamienicy wzniesionej w latach 1906–1907 na posesji przy ul. Dąbrowskiego 5 przez architektów i jednocześnie właścicieli Hermana Böhmera i Paula Preula. W budynku znajdowała się sala widowiskowa „Bandolina”, która następnie stała się lokalem o charakterze kabaretu o nazwie „Alt-Posen Vergnügungslokal”.
Po I wojnie światowej budynek przejął Zarząd Towarzystwa Bratniej Pomocy Studentów Uniwersytetu Poznańskiego, który wydzierżawił go spółce „Maski. Teatr Nowy im. Heleny Modrzejewskiej”. Inauguracyjne przedstawienie miało miejsce 14 września 1923 roku. Teatr prezentował repertuar lżejszy. W 1937 roku teatr zbankrutował i został zamknięty.

### 1973-1989
W 1973 Teatr Nowy reaktywowała Izabella Cywińska (wydzieliwszy go ze wspólnej dyrekcji Poznańskich Teatrów Dramatycznych, w której pozostawał też Teatr Polski). Cywińska przybyła wówczas z Kalisza, gdzie była dyrektorką i kierownikiem artystycznym Teatru im. Wojciecha Bogusławskiego. Zastępcą dyrektora został Wacław Wilanowski, kierownictwo literackie powierzono Milanowi Kwiatkowskiemu, zaś scenografami zostali Andrzej Sadowski i Kazimierz Wiśniak.
Salę przy ul. Dąbrowskiego 5 otwarto dopiero 20 grudnia 1973, wcześniej przedstawienia dawano w Domu Kultury Milicji Obywatelskiej Olimpia na ul. Matejki. Tamże odbyła się 15 września 1973 pierwsza premiera – Chłopcy z Placu Broni Ferenca Molnára w reżyserii i adaptacji Edmunda Pietryka i w scenografii Henryka Regimowicza. Pierwszego wieczoru w nowej siedzibie zagrano A jak królem, a jak katem będziesz w reżyserii Janusza Nyczaka i scenografii Wacława Kuli (II nagroda dla Nyczaka i III nagroda dla Kuli na Festiwalu Polskich Sztuk Współczesnych we Wrocławiu). Następnego dnia Cywińska pokazała własną realizację Gigantów z gór Luigi Pirandellego w scenografii Kazimierza Wiśniaka (ostatecznie 8 tysięcy widzów).
Jednym z największych sukcesów frekwencyjnych teatru było przedstawienie Opery za trzy grosze meksykańskiego reżysera Raula Zermeno, którego premiera odbyła się 31 marca 1974. Scenografię zaprojektował Andrzej Sadowski. Sztukę wystawiono 137 razy dla 46 tysięcy widzów. Teatr występował również na gościnnych spektaklach zagranicą, m.in. w 1975 w Czechosłowacji (Praga, Ostrawa, Czeski Cieszyn, Koszyce).
Do najbardziej kasowych w latach 70. XX wieku należało komediowe przedstawienie Janusza Nyczaka Awantura w Chioggi, które na 132 spektaklach obejrzało około 40 tysięcy widzów. Do kontrowersyjnych przedstawień zaliczyć należy Wijuny Teresy Lubkiewicz-Urbanowicz w reżyserii Izabeli Cywińskiej. Na XVII Festiwalu Polskich Sztuk Współczesnych we Wrocławiu nagrody otrzymała zarówno Cywińska za reżyserię, jak i Kazimierz Wiśniak za scenografię oraz Joanna Orzechowska za rolę Antołki. Na II Opolskich Konfrontacjach Teatralnych (1976), za przedstawienie Onych Witkacego nagrody otrzymali: Izabela Cywińska (reżyseria), Halina Łabonarska (rola Spiki), Michał Grudziński (rola Bałandaszka) i Kazimierz Wiśniak (scenografia).
W sezonie 1977/1978 teatr otrzymał drugą scenę, zwaną „Małą”. Otwarto ją 16 grudnia 1977 premierą Buntu Dobrochny i Józefa Ratajczaków (reżyseria Izabeli Cywińskiej, scenografia Jerzy Juk-Kowarski). Jednocześnie odbyła się sesja naukowa poświęcona polskiemu ekspresjonizmowi. Następnego dnia pokazano Milczenie Stanisława Brzozowskiego w reżyserii Cywińskiej i scenografii Sadowskiego, a także monodram Rzecz pt. Aktorka Milana Kwiatkowskiego w wykonaniu Sławy Kwaśniewskiej. Wydarzeniem roku 1978 była Łaźnia Włodzimierza Majakowskiego w reżyserii Cywińskiej i scenografii Juka-Kowarskiego (premiera 7 maja 1978). Sztuka uderzała w postawy ówczesnych elit Poznania, a także wyrażała przedsierpniowe nastroje społeczeństwa. Rolę Pobiedonosikowa znakomicie zagrał wtedy Janusz Michałowski.

### Po 1989
22 lutego 1992 roku podczas próby „Króla Leara” na deskach teatru zmarł Tadeusz Łomnicki. Dokładnie w dziesiątą rocznicę jego śmierci Teatr Nowy otrzymał jego imię. Po śmierci Izabelli Cywińskiej, 25 marca 2024 ponownie zmieniono nazwę teatru, biorąc ją za patronkę, a imieniem Tadeusza Łomnickiego nazwano Dużą Scenę.

## Dyrektorzy Teatru Nowego
- 1973–1989 – Izabella Cywińska
- 1989–2003 – Eugeniusz Korin
- 2003–2011 – Janusz Wiśniewski
- od 2011 roku – Piotr Kruszczyński

## Zespół aktorski w sezonie 2024/2025
| Aktorki | Byłe aktorki | Aktorzy | Byli aktorzy | Współpracują |
| --- | --- | --- | --- | --- |
| - Dorota Abbe - Weronika Asińska - Bożena Borowska-Kropielnicka - Maria Bruni - Antonina Choroszy - Gabriela Frycz - Karolina Głąb - Malina Goehs - Marta Herman - Olga Lisiecka - Małgorzata Łodej-Stachowiak - Edyta Łukaszewska - Oliwia Nazimek - Daniela Popławska - Agnieszka Różańska - Julia Rybakowska - Maria Rybarczyk - Martyna Zaremba-Maćkowska | - Kaja Bień - Sidonia Błasińska - Katarzyna Bujakiewicz - Stanisława Celińska - Katarzyna Chrzanowska - Barbara Drogorób - Irena Dudzińska - Krystyna Feldman - Bronisława Frejtażanka - Irena Grzonka - Oksana Hamerska - Halina Jabłonowska - Elżbieta Jarosik - Barbara Kałużna - Grażyna Korin - Hanna Krupianka - Bożena Krzyżanowska - Katarzyna Kulik - Hanna Kulina - Barbara Kurdej-Szatan - Sława Kwaśniewska - Irena Kwiatkowska - Dorota Lulka - Halina Łabonarska - Maria Maj - Janina Marisówna - Anna Mierzwa - Kazimiera Nogajówna - Joanna Orzeszkowska - Wanda Ostrowska - Żywila Pietrzak - Maria Robaszkiewicz - Halina Skoczyńska - Jagoda Stach - Danuta Stenka - Ewelina Szostkowa - Anna Toporski - Grażyna Wolszczak | - Janusz Andrzejewski - Paweł Binkowski - Łukasz Chrzuszcz - Filip Frątczak - Sebastian Grek - Janusz Grenda - Zbigniew Grochal - Michał Grudziński - Paweł Hadyński - Michał Kocurek - Andrzej Lajborek - Adam Machalica - Aleksander Machalica - Tomasz Mycan - Andrzej Niemyt - Dariusz Pieróg - Dawid Ptak - Jan Romanowski - Łukasz Schmidt - Ildefons Stachowiak - Waldemar Szczepaniak - Bartosz Włodarczyk | - Henryk Abbe - Krzysztof Bauman - Szymon Bobrowski - Bartosz Buława - Łukasz Chojęta - Grzegorz Chołuj - Stefan Czyżewski - Leszek Dąbrowski - Wojciech Deneka - Witold Dębicki - Tadeusz Drzewiecki - Radosław Elis - Jerzy Ernz - Wirgiliusz Gryń - Bolesław Idziak - Rajmund Jakubowicz - Nikodem Kasprowicz - Wiesław Komasa - Mirosław Konarowski - Eugeniusz Kotarski - Maciej Kozłowski - Mirosław Kropielnicki - Mateusz Ławrynowicz - Lech Łotocki - Cezary Łukaszewicz - Zygmunt Maciejewski - Łukasz Mazurek - Janusz Michałowski - Szymon Mysłakowski - Tomasz Nosinski - Marek Obertyn - Józef Onyszkiewicz - Przemysław Pankowski - Sławomir Pietraszewski - Edmund Pietryk - Marian Pogasz - Mariusz Puchalski - Zbigniew Roman - Jacek Różański - Andrzej Saar - Mariusz Sabiniewicz - Wojciech Standełło - Jerzy Stasiuk - Jakub Ulewicz - Edward Warzecha - Maciej Wyczański - Daniel Wyczesany - Maciej Zabielski - Mariusz Zaniewski | - Pamela Adamik - Jacek Bończyk - Grzegorz Gołaszewski - Aneta Jankowska - Marcin Januszkiewicz - Alicja Juszkiewicz - Bartosz Nowicki - Michael Rubenfeld - Marta Szumieł - Małgorzata Walenda |